# Tour della nazionale maschile di rugby a 15 dell'Australia 1936
Nel 1936 i "Wallabies" si recano in tour in Nuova Zelanda. perdono entrambi i test match contro gli All Blacks che conservano la Bledisloe Cup

## Risultati
| Auckland 22 agosto 1936 | Auckland | 8 – 5 | Australia XV |  |

| 26 agosto 1936 | Wanganui | 12 – 22 | Australia XV |  |

| Napier 29 agosto 1936 | Hakwe's Bay | 20 – 14 | Australia XV |  |

| Carterton 2 settembre 1936 | Waiparapa-Bush | 13 – 10 | Australia XV |  |

| Arbitro: | N.R. Gilchrist |

|                                         |           |                              |
| mete: Hadley, Hart Watt trasf.: Pollock | Marcatori | mete: McLaughlin c.p.:Rankin |

| Oamaru 9 settembre 1936 | North Otago | 13 – 6 | Australia XV |  |

| Arbitro: | Bert McKenzie |

|                                                                               |           |                                                        |
| mete:Hart 2, Mitchell 2 Rankin 2, Reid 2 Watt trasf.: Pollock 4 c.p.: Pollock | Marcatori | mete: Bridle, McLaughlin trasf.: Rankin 2 c.p.: Rankin |

| Invercagill 16 settembre 1936 | Southland | 14 – 6 | Australia XV |  |

| Wellington 20 settembre 1939 | Canterbury | 19 – 8 | Australia XV |  |

| Arbitro: | N.R. Gilchrist |

|                              |           |                                                                                     |
| mete: McKinley< c.p.: Pepere | Marcatori | mete: Kelaher, McLean Ramsay, Richards trasf.: Gibbons, Kelly Rankin 3 c.p.: Rankin |